# Stojańce
Stojańce (ukr. Стоянці) – wieś na Ukrainie, w obwodzie lwowskim, w rejonie jaworowskim (do 2020 roku w rejonie mościskim).
Wieś szlachecka Stoianice (wzmiankowana w 1410 roku), własność Czuryłów, położona była w 1589 roku w ziemi przemyskiej województwa ruskiego. W II Rzeczypospolitej do 1934 samodzielna gmina jednostkowa. Następnie należała do zbiorowej wiejskiej gminy Twierdza w powiecie mościskim w woj. lwowskim. Po wojnie wieś weszła w struktury administracyjne Związku Radzieckiego.
W 1892 w Stojańcach urodził się Julian Krzyżanowski.